# Morimoto Rokuji

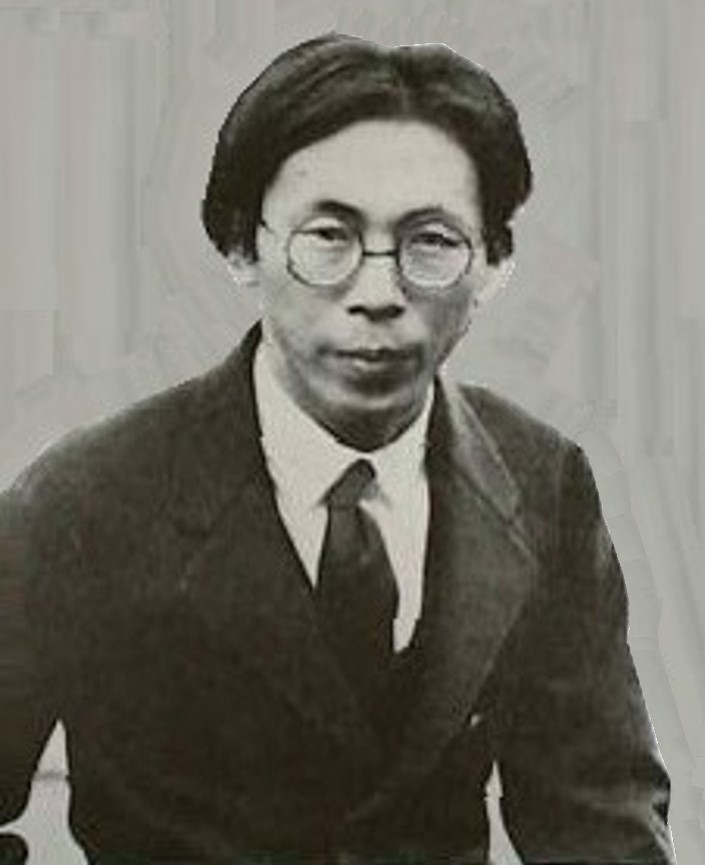
Morimoto Rokuji

Morimoto Rokuji (japanisch 森本 六爾; geboren 2. März 1902 in Oda (Präfektur Nara); gestorben 22. Januar 1936 in Kamakura (Präfektur Kanagawa)) war ein japanischer Archäologe.

## Leben und Wirken
Morimoto Rokuji absolvierte die „Prefectural Unebi Junior High School“ (県立畝傍中学校). 1924 zog er nach Tokyo und wurde Assistent von Professor Miyake Yonekichi, dem Rektor der „Pädagogischen Schule Tokyo“ (東京高等師範学校, Tōky kōtō shihan gakkō). 1927 gründete er mit Freiwilligen die „Archaeological Research Group“ (考古学研究会, Kōkogaku kenkyūkai) und startete die erste von Amateuren herausgegebene archäologische Zeitschrift, „Archaeological Research“.
1929 gab Morimoto der Research Group eine neue Struktur und gründete die „Tokyo Archaeological Society“ (東京考古学会, Tōkyō Kōkogaku gakkai) und initiierte die Zeitschrift „Archeology“ (考古学). Als Geschäftsführer widmete er sich bis zu seinem Todesjahr der Entwicklung der Gesellschaft. Wenn er zur Feldforschung unterwegs war, förderte er hervorragende Gelehrte wie Fujimori Eiichi (藤森 栄一; 1911–1973), Kobayashi Yukio (小林 行雄; 1911–1989), Sugihara Sōsuke (1913–1983) und andere. 1931 absolvierte er ein Auslandsstudium in Frankreich, kehrte aber im Folgejahr krankheitsbedingt nach Japan zurück. Er starb im Januar 1936 an Tuberkulose, nur 34 Jahre alt.
Morimoto ist besonders dafür bekannt, das Vorkommen des Reisanbaus auf entsprechend bewässerten Feldern bereits in der Yayoi-Zeit zu befürworten. Er zeigte auch ein breites Interesse an der Erforschung von Bronzewaren, alten Gräbern und historisch bedeutenden Gräbern und trug mit neuen Forschungsergebnissen zur Aufklärung bei. Zu den wichtigsten Veröffentlichungen gehören
- „Kawayagimura shōguntsuka no kenkyū“ (川柳村将軍塚の研究) – „Forschungen zum Senyanagi-Shōgun-Hügel“,
- „Nihon kōkogaku kenkyū“ (日本考古学研究) – „Japanische archäologische Forschung“ und
- „Nihon nōkō bunka no kigen“ (日本農耕文化の起源) – „Entstehung der japanischen Agrarkultur“.